# BBC太平洋碼頭

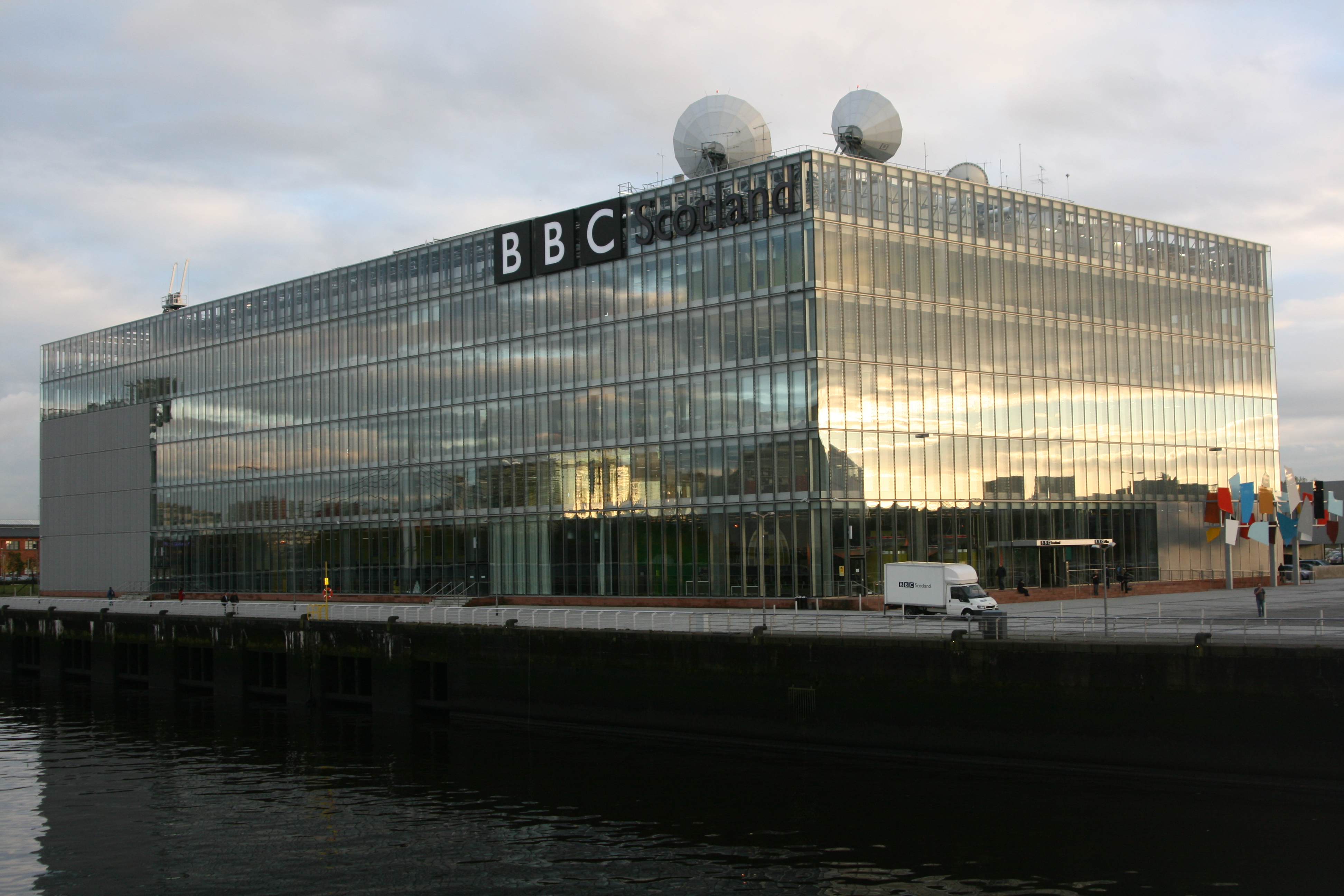
BBC太平洋碼頭

BBC太平洋碼頭（英語：BBC Pacific Quay），是BBC蘇格蘭的一座電視和廣播攝影棚建築群，位於英國蘇格蘭格拉斯哥太平洋碼頭，開業於2007年9月20日。這座建築群也是BBC蘇格蘭的新總部，和蘇格蘭會展會議中心隔河相望，並且與蘇格蘭電視台總部相鄰。這座建築是世界最現代化的廣播設施之一，擁有BBC第一個高畫質新聞攝影棚。